# Lydia Davis
Lydia Davis, född 15 juli 1947 i Northampton, Massachusetts, är en amerikansk författare, framförallt känd för sina noveller. Hon är även översättare från franska, och har bland annat översatt Marcel Prousts Swanns värld och Gustave Flauberts Madame Bovary till engelska.
2003 tilldelades Davis MacArthur fellowship, och hennes bok Varieties of Disturbance var på korta listan för fiktion vid National Book Award 2007. 2013 tilldelades hon Man Booker International Prize.